# Natsuko Doi
Natsuko Doi (jap. 土井奈津子, Doi Natsuko; * 15. März 1979 in Sapporo) ist eine ehemalige japanische Snowboarderin. Sie startete im Snowboardcross.

## Werdegang
Doi nahm im Februar 2004 in Berchtesgaden erstmals am Snowboard-Weltcup der FIS teil, wobei sie den 31. Platz errang. Beim folgenden Weltcup in Jōetsu erreichte sie mit dem 11. Platz ihr bestes Weltcupergebnis. In den folgenden Jahren belegte sie bei den Snowboard-Weltmeisterschaften 2005 in Whistler den 25. Platz, bei den Snowboard-Weltmeisterschaften 2007 in Arosa den 28. Rang und bei den Snowboard-Weltmeisterschaften 2009 in Gangwon den 16. Platz. Zudem wurde sie in den Jahren 2006 und 2007 japanische Meisterin und errang im Jahr 2009 den zweiten Platz in der Snowboardcross-Wertung des Australia New Zealand Cups. In der Saison 2009/10 wiederholte sie mit Platz 11 in Veysonnaz ihre beste Platzierung und errang mit dem 23. Platz im Snowboardcross-Weltcup ihr bestes Gesamtergebnis. Bei ihrer einzigen Teilnahme an Olympischen Winterspielen im Februar 2010 in Vancouver kam sie auf den 14. Platz. Im folgenden Monat siegte sie erneut bei den japanischen Meisterschaften und absolvierte in La Molina ihren 36. und damit letzten Weltcup, welchen sie auf dem 17. Platz beendete.

## Erfolge

### Olympische Spiele
- 2010 Vancouver: 14. Platz Snowboardcross

### Weltmeisterschaften
- 2005 Whistler: 25. Platz Snowboardcross
- 2007 Arosa: 28. Platz Snowboardcross
- 2009 Gangwon: 16. Platz Snowboardcross

## Weltcupwertungen
| Saison  | Gesamt | Gesamt | Snowboardcross | Snowboardcross |
| Saison  | Punkte | Platz  | Punkte         | Platz          |
| ------- | ------ | ------ | -------------- | -------------- |
| 2003/04 | -      | -      | 430            | 37.            |
| 2004/05 | -      | -      | 522            | 30.            |
| 2005/06 | 396    | 107.   | 396            | 35.            |
| 2006/07 | 200    | 108.   | 200            | 27.            |
| 2007/08 | 210    | 120.   | 210            | 37.            |
| 2008/09 | 722    | 81.    | 722            | 25.            |
| 2009/10 | 750    | 73.    | 750            | 23.            |